# Can Puig (Cabanelles)
Can Puig és una masia situada al nord del petit nucli de Vilademires, a ponent del municipi de Cabanelles (Alt Empordà), inclosa en l'Inventari del Patrimoni Arquitectònic de Catalunya.

## Descripció
Masia de planta irregular formada per dos cossos aïllats, complementats per petites construccions annexes, i un mur de tanca que ho engloba tot. L'habitatge és rectangular, amb la coberta de dues vessants de teula i distribuït en planta baixa i dos pisos. La façana principal, orientada a migdia, presenta obertures rectangulars emmarcades amb carreus de pedra i amb les llindes planes, i finestres d'arc de mig punt i també d'arc rebaixat bastides en maons. Adossades a la façana de ponent hi ha unes escales exteriors de pedra que integren una font formada per una obertura d'arc rebaixat, amb el brollador en forma de cap de lleó. La façana de tramuntana presenta un pou de planta quadrada adossat a l'extrem de ponent del parament i diverses obertures rectangulars emmarcades amb carreus de pedra. Algunes d'aquestes finestres han estat reformades, tot i que se'n conserva una d'original amb la data 1791 gravada a la llinda.
L'altre edifici està situat a l'extrem sud-oest de l'habitatge, és de planta rectangular i planta baixa i té la coberta de teula a dues vessants. Presenta dues grans arcades de mig punt bastides amb maons, amb les impostes i els brancals de pedra desbastada. Damunt seu, una finestra de mig punt bastida en pedra. La construcció és bastida amb pedra sense treballar de diverses mides, lligada amb abundant morter de calç.

## Història
El maig del 1822, durant la guerra de la Regència d'Urgell, aquest mas i Can Coromines foren l'escenari d'un enfrontament entre les forces rebels de Misas i les tropes reialistes del brigadier Esteve Llovera i el comandant Manuel Arango.